# Argyrolobium podalyrioides
Argyrolobium podalyrioides är en ärtväxtart som beskrevs av Dummer. Argyrolobium podalyrioides ingår i släktet Argyrolobium och familjen ärtväxter. Inga underarter finns listade i Catalogue of Life.